# Jaguar XK
Jaguar XK — семейство автомобилей класса Gran Turismo с кузовами «купе» и «кабриолет», выпускавшееся британской компанией Jaguar Land Rover. Производился серийно с 1996 по 2014 год в двух поколениях: X100 (1996—2005) и X150 (2005—2014). XK8 стал первым «Ягуаром» с восьмицилиндровым двигателем (до этого цилиндров было или шесть, или двенадцать).

## XK8/XKR X100

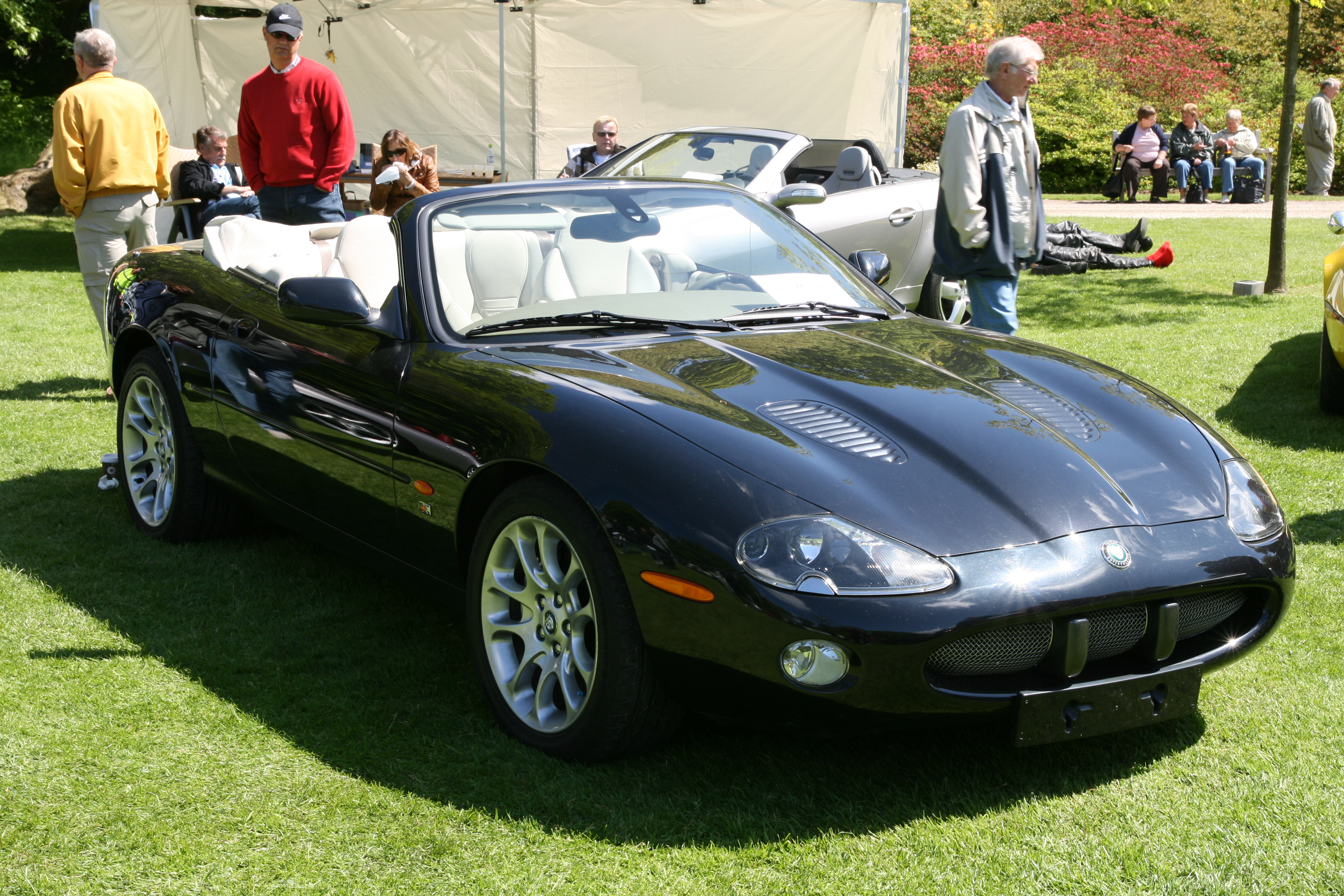
Jaguar XKR convertible

Jaguar XK8 (1996—2004) был представлен на Женевском автосалоне в 1996 году, являлся заменой старому XJS и был первый производимым Jaguar автомобилем с двигателем V8 объёмом в 4,0 литра и мощностью 290 л. с. в паре с 5-ступенчатой автоматической коробкой передач. Выпускался в кузове купе и кабриолет. В марте 1998 года на Женевском автосалоне представили более мощную версию XKR с тем же двигателем, но с компрессором Eaton M112, благодаря которому удалось повысить мощность до 370 л. с. и уменьшить время разгона до 5,4 с (6,7 с у XK8). XK8 и XKR X100 ограничивались максимальной скорость в 250 км/ч.

## XK X150

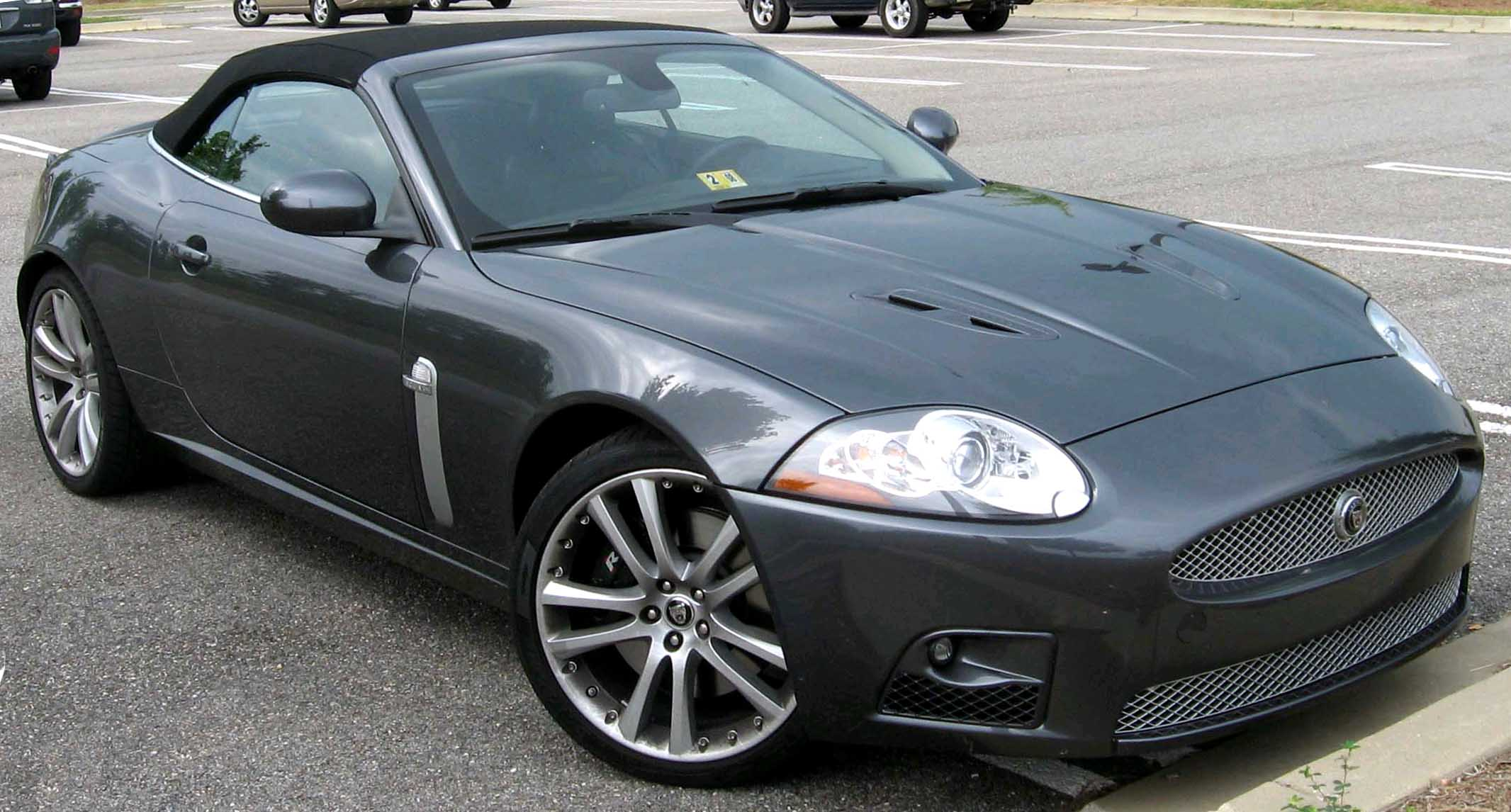
Jaguar XK

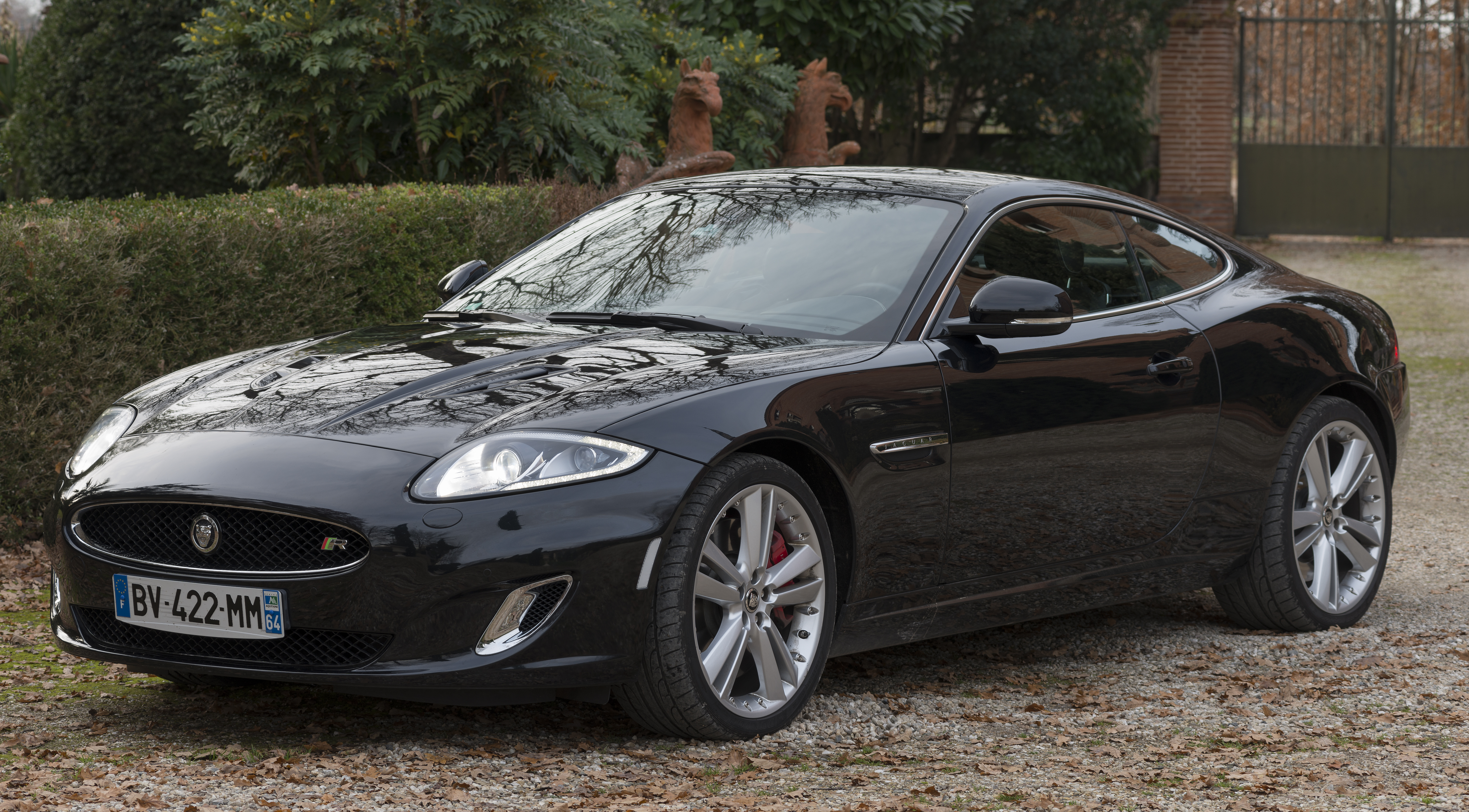
Jaguar XKR coupe

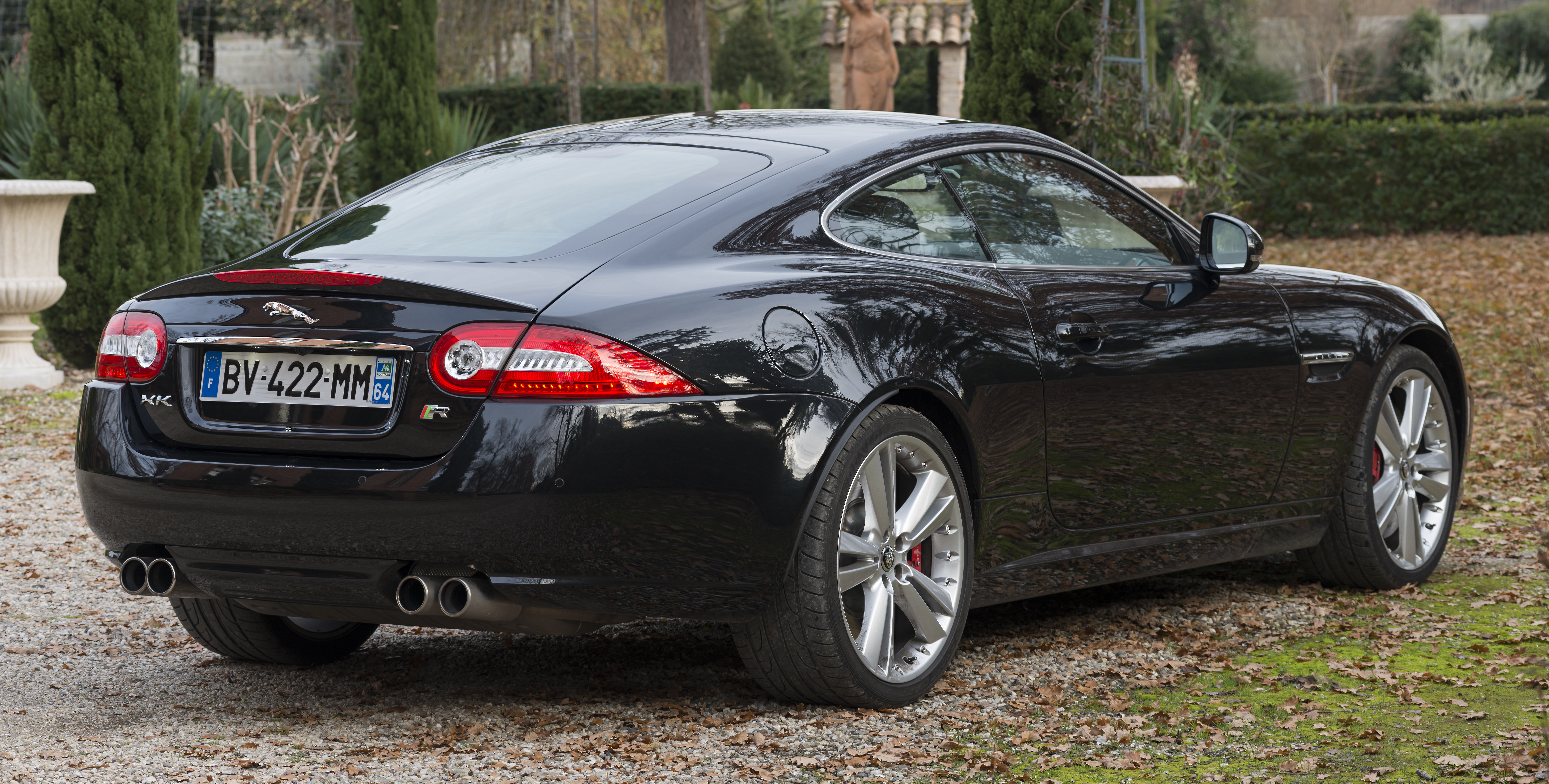
Jaguar XKR coupe

Совершенно новый XK (2006—2015) спроектированный Яном Каллумом был представлен в 2005 году на Франкфуртском автосалоне. Кабриолет XK convertible был представлен в 2006 году на Североамериканском международном автосалоне в Детройте. XK развивает максимальную скорость 255 км/ч, XKR — 280 км/ч.

### XKR-S
В 2011 году в Женевском автосалоне был представлен XKR-S, самый мощный серийный Jaguar. Перед получил нижнюю «губу» и отверстия по бокам для охлаждения тормозов, а также небольшой задний спойлер, обеспечивающий прижимную силу. По сравнению с XKR клириенс уменьшился на 10 мм. 5-литровые 32-клапанные восьмицилиндровые двигатели DOHC с нагнетателем Roots выдавали мощность 550 л. с и 680 Н·м крутящего момента на 2500 об./мин. Разгон до 100 км/ч занимал 4,4 с, максимальная скорость — около 300 км/ч.

#### XKR-S GT

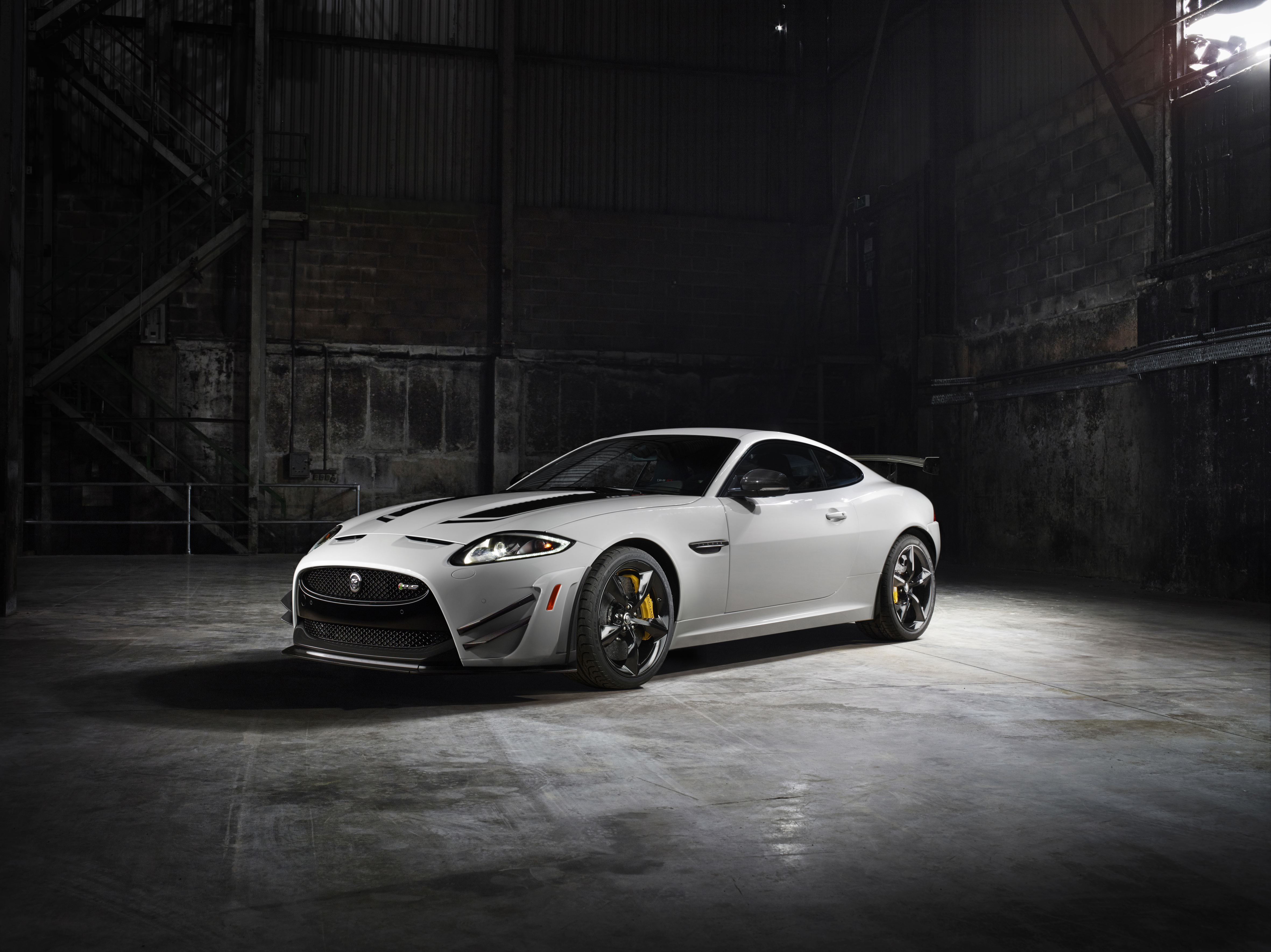
Вид спереди

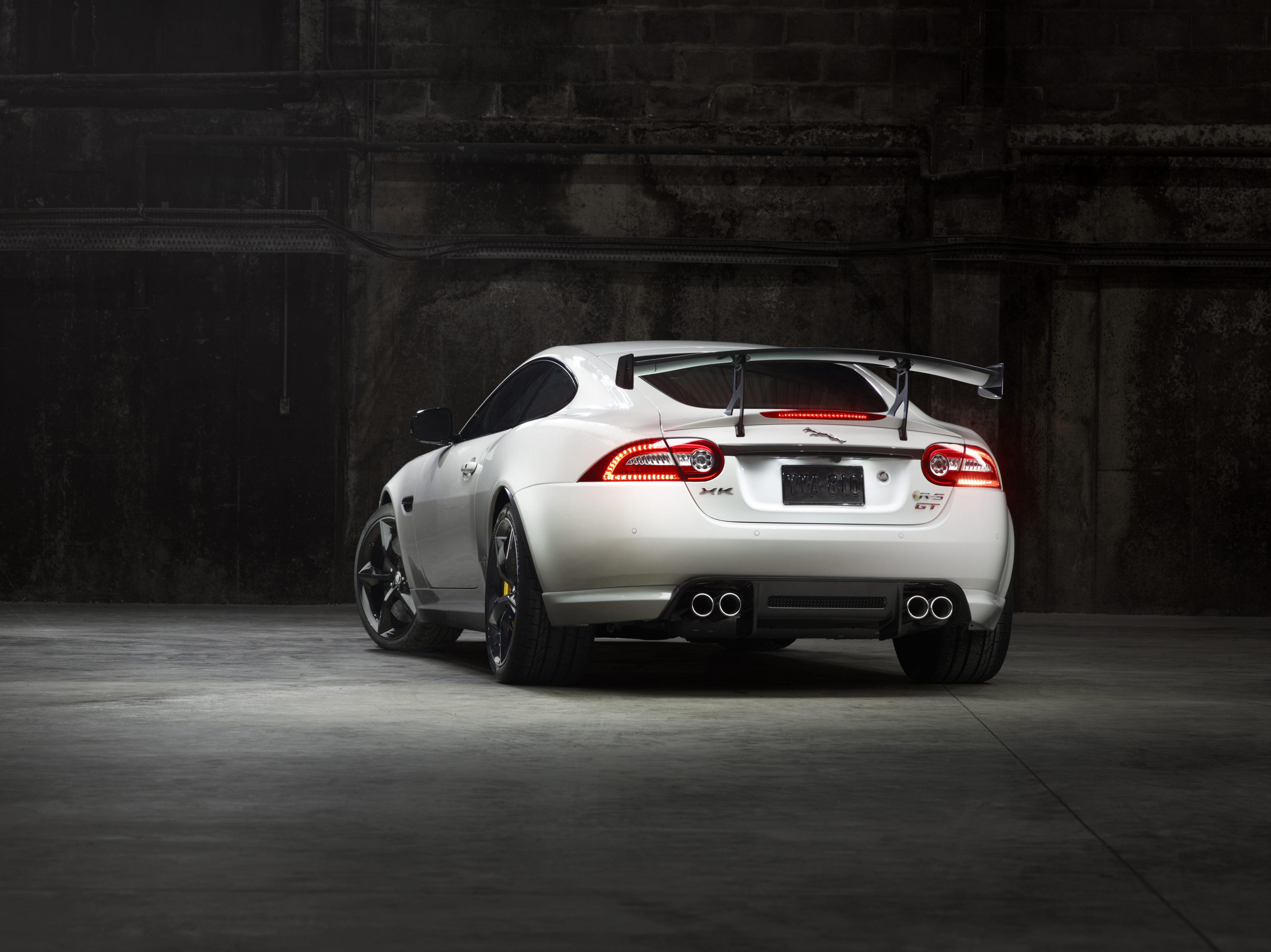
Вид сзади

Также существовала ограниченная версия, спроектированная подразделением Jaguar ETO, XKR-S GT с тем же двигателем и 6-ступенчатой АКПП.

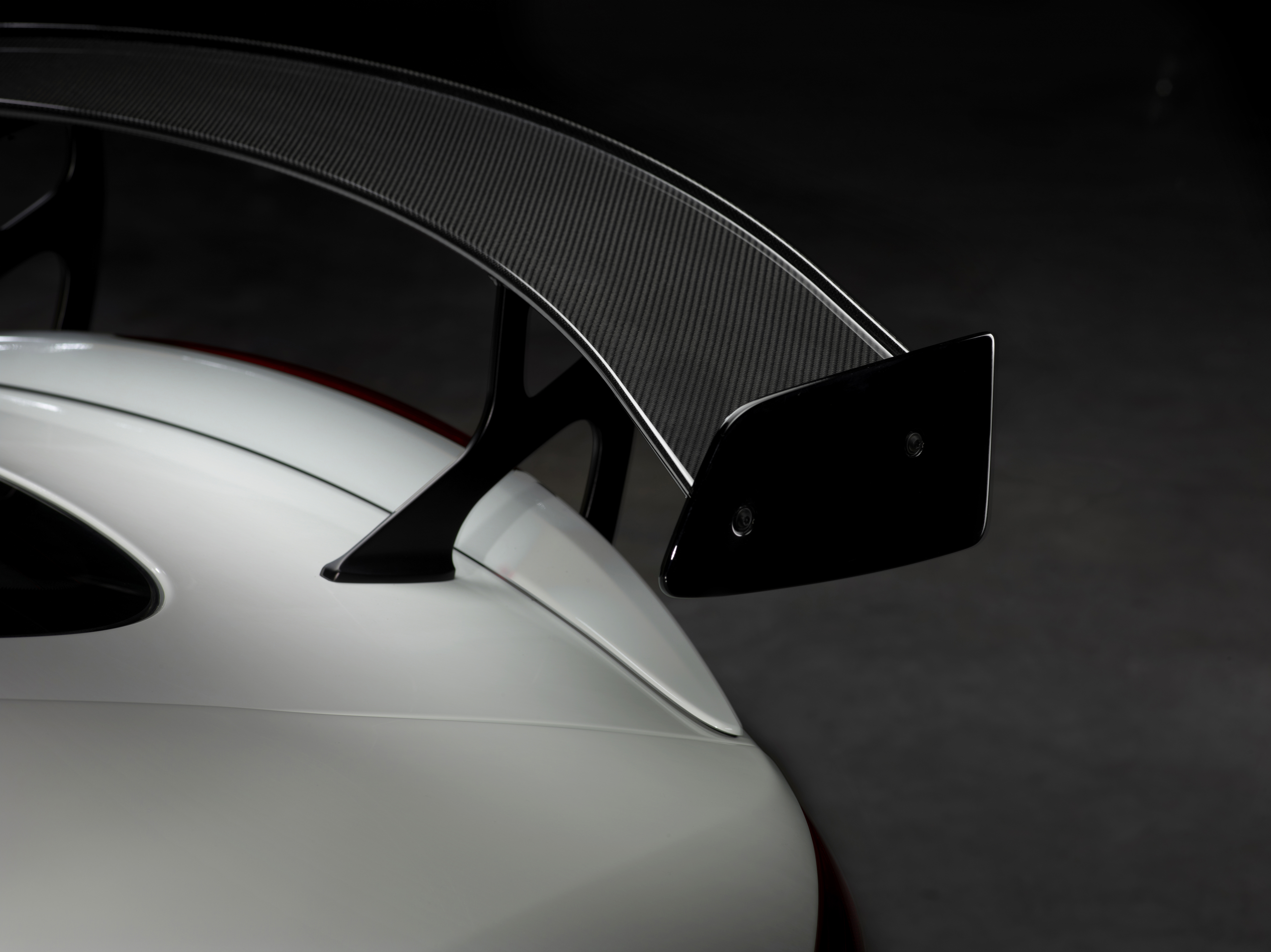
Заднее антикрыло из композитного материала

Отличалась другими передними и задними бамперами, массивным задним антикрылом, создававшим на скорости 200 км/ч прижимную силу до 145 кг, а так же более обтекаемым днищем.
Изменения коснулись не только аэродинамики. Была перепрограммирована система «трекшн-контроля», рулевая рейка как в F-Type, пружины амортизаторов стали жёстче на 68 % и 25 % спереди и сзади соответственно. Стали немного шире низкопрофильные шины Pirelli P Zero Corsa — 255/50 мм спереди и сзади 305/30 мм на легкосплавных алюминиевых 20-дюймовых дисках, что дало изменение колёсной базы, которая увеличилась на несколько миллиметров.

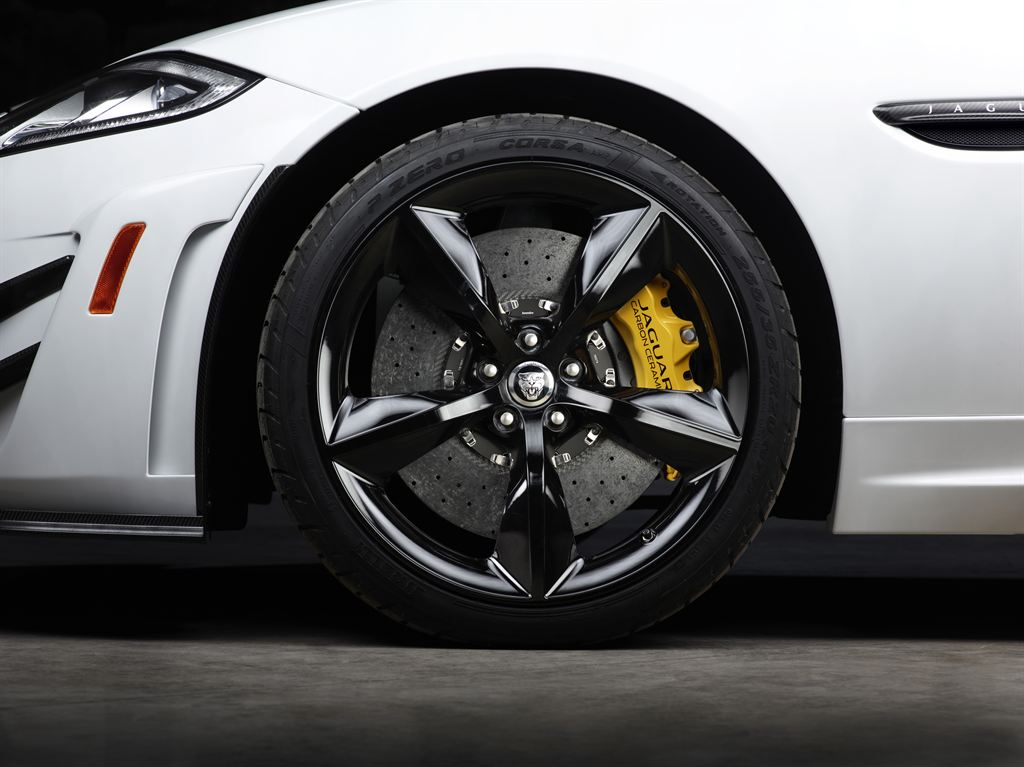
Новые тормоза и колёса

Впервые для дорожных Jaguar’ов версия GT была экипирована карбоно-керамическими тормозными дисками размером 398 мм спереди и 380 мм сзади. Устанавливались шестипоршневые тормозные суппорты спереди и четырёхпоршневые сзади соответственно. Экономия в весе почти 20 кг только за счёт тормозов. Соотношение веса по осям составляло 52/48% в пользу передней части, а общий вес автомобиля 1713 кг, что на 40 кг легче обычного.

В итоге автомобиль разгонялся до 100 км/ч за 3,9 секунды, а максимальная скорость составляла 300 км\ч. 402 метра GT проходил за 12,3 секунды при скорости на выходе 192 км/ч. Северную Петлю автомобиль преодолел за 7 мин 40 сек.

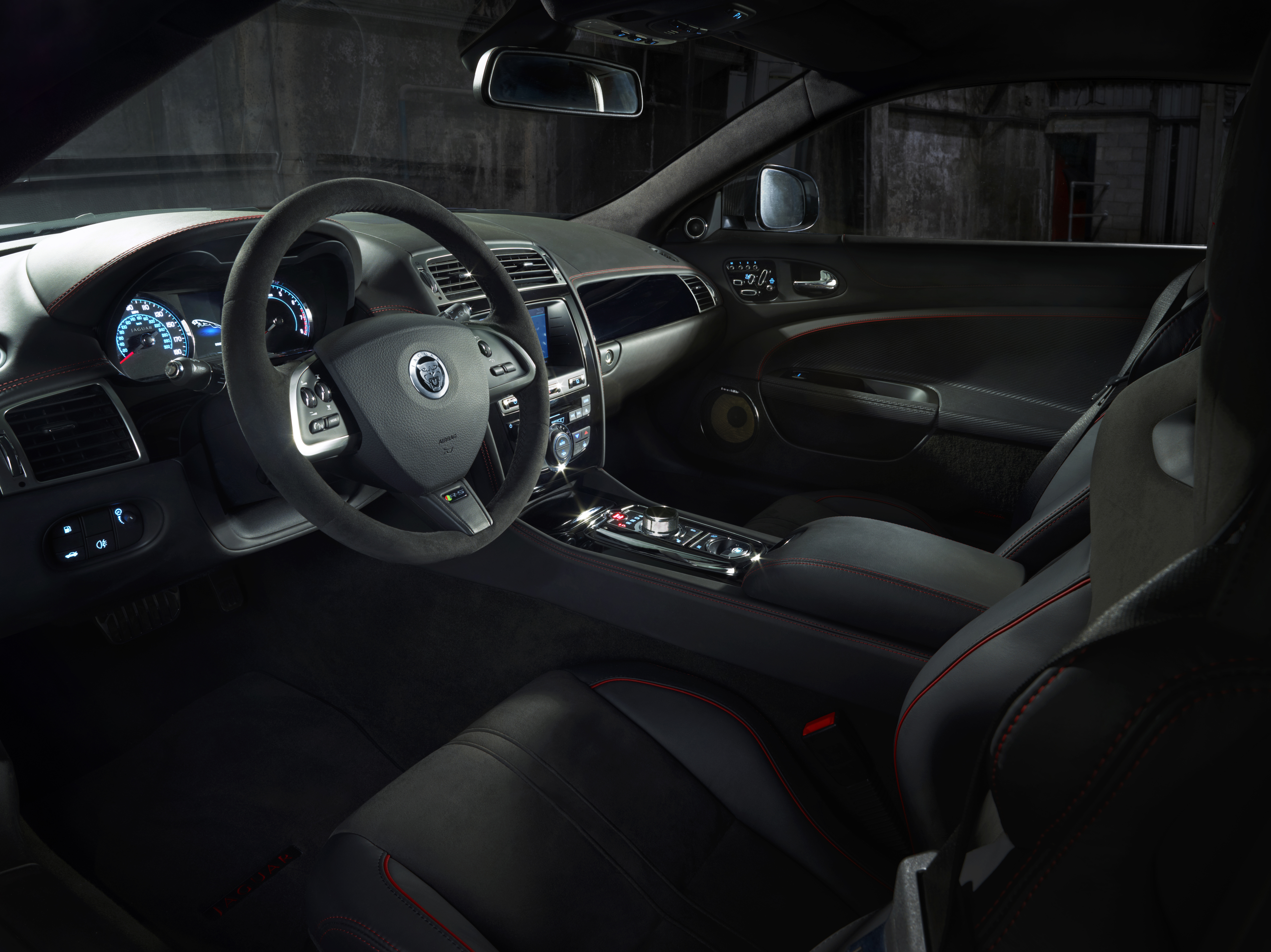
Интерьер автомобиля

Салон остался практически таким-же как и в обычном XKR-S, за исключением мелких изменений и шильдиков GT.
Выпускался как конкурент Mercedes-Benz C63 Black Series, BMW M3 E92 GTS, Porsche 911 GT3 RS. Тираж выпущенных автомобилей всего 30 штук, при цене около $175000. Продажами ограничились только в США, но спустя некоторое время 10 экземпляров начали продаваться в Англии.

### XKR 75
В 2011 году в свой семидесятипятилетний юбилей компания выпустила суперкар Jaguar XKR 75.